# 丹羽圭介 (格闘家)
丹羽 圭介（にわ けいすけ、1983年7月23日 - ）は日本の元プロキックボクサー。出張パーソナルトレーニング「ケイトレ」代表。
TEAMニワールド所属。REBELS初代63kg級日本チャンピオン。

## 人物
- 大阪府河内長野市出身。
- 血液型A型。
- 追手門学院大学経営学部経営学科卒業。
- 小学校・中学校・高等学校と野球部に所属していた。
- 大学から始めた日本拳法では三段を獲得する。日本拳法部では主将を務め、数々のタイトルを獲得する。
- キックボクシングプロモーション、REBELS初代63kg級日本チャンピオン。
- TEAMニワールド所属、キャッチコピーは「無双ビート」。
- プロサッカー元日本代表で、スペインリーグで活躍中の丹羽大輝は実弟。

## 来歴
大阪府立金剛高等学校を卒業後、2002年4月に追手門学院大学に入学すると日本拳法部へ入部する。格闘家としての才能を開花させ、第37期主将を務める。
大学卒業後に上京。役者として活動しながら、並行してキックボクサーとしてのキャリアをスタートさせる。
2009年11月29日、RISE KAMINARIMON 全日本トーナメント2009 65kg級優勝。
2010年2月28日、RISE 62の尾崎昌士戦でプロデビュー。
2010年7月31日、松村直人を判定3-0で破り、RISE RISING ROOKIES CUP 2010 スーパーライト級王者の栄冠を勝ち取る。プロ初戴冠にして新人王に輝く。
2019年4月20日、REBELS.60にて稲石竜弥を判定2-0で破り、REBELS63kg級初代日本チャンピオンに輝く。
2025年2月9日、引退試合として臨んだ、MAROOMS presents KNOCK OUT 2025 vol.1にて般若HASHIMOTOと対戦（KNOCK OUT-BLACK -63.0kg契約3分3R・延長1R）。レフェリーストップにより、2R1分33秒TKO負けとなる。メインイベント後には引退セレモニーが執り行われた。家族やファン、関係者が見守るなか10カウントゴングが打ち鳴らされ、15年に及ぶプロキャリアに幕を閉じた。
プロキックボクサー引退後も、引き続き出張パーソナルトレーナー「ケイトレ」の代表として活動している。【アスリートの命の価値を上げる】活動を通じて、【格闘技で人生を豊かに生きる】をテーマに、戦う経営者の挑戦に火をつける限界突破トレーニングや子どものトレーニング、高齢者トレーニングを行っている。世の中のネガティブ（年齢、障がい、病気、怪我、慢性的な痛みなど）をちょこっとだけ楽しくする、関わる人たちの＂Mr.ピンチヒッター＂になることを目指して挑戦を続けている。

## 戦績

### プロキックボクシング
| キックボクシング 戦績 | キックボクシング 戦績 | キックボクシング 戦績 | キックボクシング 戦績 | キックボクシング 戦績 | キックボクシング 戦績 | キックボクシング 戦績 |
| --------------------- | --------------------- | --------------------- | --------------------- | --------------------- | --------------------- | --------------------- |
| 32 試合               | (T)KO                 | 判定                  | その他                | 引き分け              | 無効試合              |                       |
| 20 勝                 | 2                     | 18                    | 0                     | 0                     | 0                     |                       |
| 12 敗                 | 4                     | 8                     | 0                     | 0                     | 0                     |                       |

| × | 般若HASHIMOTO                     | 3分3R 2R 1分33秒 TKO（レフェリーストップ） | MAROOMS presents KNOCK OUT 2025 vol.1                                    | 2025年2月9日   |
| × | 耀織                              | 3分3R 3R 2分59秒 KO                        | REBELS.69                                                                | 2020年12月6日  |
| × | バズーカ巧樹                      | 3分3R終了 判定3-0                          | REBELS.65                                                                | 2020年8月30日  |
| × | 古村匡平                          | 3分3R終了 判定2-0                          | テレ・マーカー Presents KNOCK OUT CHAMPIONSHIP.1 無法島 GRAND PRIX 1回戦 | 2020年2月11日  |
| × | 勝次                              | 3分3R終了 判定2-0                          | 新日本キック SOUL IN THE RING CLIMAX                                     | 2019年12月8日  |
| ○ | 大月晴明                          | 3分3R終了 判定3-0                          | K.O CLIMAX 2019 SUMMER KICK FEVER                                        | 2019年8月18日  |
| ○ | 稲石竜弥                          | 3分3R終了 判定2-0                          | REBELS.60 63kg初代王座決定トーナメント決勝                               | 2019年4月20日  |
| ○ | 恭介                              | 3分3R 2R 1分44秒 KO                        | PANCRASE REBELS RING.1                                                   | 2019年2月17日  |
| ○ | 藩隆成                            | 3分3R終了 判定3-0                          | REBELS.58                                                                | 2018年12月5日  |
| ○ | 橋本悟                            | 3分3R終了 判定3-0                          | REBELS.57                                                                | 2018年10月8日  |
| × | 林健太                            | 3分3R終了 判定3-0                          | BigBang 統一への道 其の33                                                | 2018年6月3日   |
| × | 平野将志                          | 3分5R終了 判定3-0                          | Muaythai Open ウェルター級タイトルマッチ                                 | 2017年11月26日 |
| × | ロッタン・ジットムアンノン        | 3分3R終了 判定3-0                          | Top King World Series                                                    | 2017年5月27日  |
| × | 直樹                              | 3分3R 3R 2分21秒 KO                        | RISE 114                                                                 | 2016年11月25日 |
| ○ | HIROYUKI                          | 3分3R終了 判定3-0                          | RISE 113                                                                 | 2016年9月25日  |
| ○ | Sofiane Sitsongpeenong（Morocco） | 3分3R終了 判定3-0                          | Muay Thai Live Thailand                                                  | 2016年7月8日   |
| × | 番長兇侍                          | 3分3R 1R 0分46秒 KO                        | RISE 110                                                                 | 2016年3月26日  |
| × | 水町浩                            | 3分5R終了 判定3-0                          | RISE 108 ライト級タイトルマッチ                                          | 2015年11月8日  |
| ○ | 緒方惇                            | 3分3R終了 判定3-0                          | RISE 106                                                                 | 2015年7月24日  |
| ○ | 藤田雄也                          | 3分3R終了 判定2-0                          | RISE 105                                                                 | 2015年5月31日  |
| ○ | TASUKU                            | 3分4R終了 判定3-0                          | RISE 104                                                                 | 2015年3月21日  |
| ○ | 藤田雄也                          | 3分3R終了 判定2-0                          | RISE 101                                                                 | 2014年9月28日  |
| ○ | 武 雄                             | 3分3R終了 判定3-0                          | RISE 100                                                                 | 2014年7月12日  |
| ○ | 山本一貴                          | 3分3R 3R 2分3秒KO （膝蹴り）               | RISE 98                                                                  | 2014年3月30日  |
| ○ | KING MASA                         | 3R終了 判定3-0                             | RISE ZERO                                                                | 2013年12月2日  |
| ○ | 道地 誠                           | 3R終了 判定3-0                             | RISE 95                                                                  | 2013年9月12日  |
| ○ | 清水“TOKAREV”靖弘                 | 3R終了 判定3-0                             | RISE 94                                                                  | 2013年7月20日  |
| ○ | 宮田隼児                          | 3分3R終了 判定3-0                          | RISE 93                                                                  | 2013年6月9日   |
| ○ | 佐藤智啓                          | 3分3R終了 判定2-0                          | RISE 92                                                                  | 2013年3月17日  |
| × | KING MASA                         | 3分3R終了 判定0-3                          | RISE/M-1 MC 〜INFINITY〜                                                 | 2012年12月2日  |
| ○ | 松村直人                          | 3分3R終了 判定3-0                          | RISE 68 〜RISING ROOKIES CUP〜 【スーパーライト級 決勝戦】               | 2010年7月31日  |
| ○ | 尾崎昌士                          | 3分3R終了 判定3-0                          | RISE 62 〜RISING ROOKIES CUP〜 【スーパーライト級 一回戦】               | 2010年2月28日  |

## 獲得タイトル

### アマチュア
- RISE KAMINARIMON 全日本トーナメント2009 65kg級 優勝

### プロ
- RISE RISING ROOKIES CUP 2010 スーパーライト級王者

- REBELS初代63Kg級日本チャンピオン

## 出演作品

### 映画
- 『HAPPY LOOSER』 木下順介監督 たけし役

### CM
- au
- スポーツパラダイス・メガロス
- 毎日就職ナビ2008
- スゴイ黒ダイズ
- 花王クリアクリーン

### ラジオ
- 『いつもふたりで…』（FM YOKOHAMA）

### 舞台
- 『Message in a bottle』Diamond company

### モデル
- JCB-GOLD
- 大塚商会